# (31324) Jiřímrázek
(31324) Jiřímrázek, désignation internationale (31324) Jirimrazek, est un astéroïde de la ceinture principale.

## Description
(31324) Jirimrazek est un astéroïde de la ceinture principale. Il fut découvert le 27 avril 1998 à l'Observatoire d'Ondřejov par Lenka Šarounová. Il présente une orbite caractérisée par un demi-grand axe de 3,06 UA, une excentricité de 0,03 et une inclinaison de 9,8° par rapport à l'écliptique.

## Compléments